# Леонтьев, Алексей Иванович (футболист)
Алексе́й Ива́нович Лео́нтьев (наст. фамилия Шерейко, 18 марта 1918, Екатеринослав, Украинская народная республика Советов — 9 января 1998, Москва) — советский футболист и спортивный журналист. Начинал в командах Днепропетровска. С 1936 года основной вратарь местного «Спартака». С 1940 года (с небольшим перерывом в 1941 году на время командировки в московские «Крылья Советов») по 1949 год играл за московский «Спартак». В чемпионате СССР провёл более 100 матчей. Один из ведущих вратарей советского футбола в 1930—1940-е годы. Мастер спорта СССР. Четыре раза включался в список 33 лучших футболистов сезона в СССР. В 1949 году получил тяжёлую травму спины и вынужден был прекратить спортивную карьеру. Стал сотрудничать со спортивными изданиями. В 1957—1995 годах являлся сотрудником отдела футбола газеты «Советский спорт».
С 1959 по 1991 год являлся членом Президиума Федерации футбола РСФСР (1959—1991). В 1959—1991 годах член СТК Федерации футбола СССР. Заслуженный работник культуры РСФСР (06.04.1990).

## Биография
Алексей Иванович Леонтьев (настоящая фамилия Шерейко) родился 18 марта 1918 года в Екатеринославе. С 1933 года играл в футбол в детской команде «Промкооперация», где его заметили и предложили место в составе днепропетровского «Спартака». С 1936 года стал основным вратарём клуба и в 1937 году добыл с ним победу в Чемпионате УССР. Кроме спорта занимался балетом в Днепропетровском оперном театре, учился на художника. По сведениям автора книги «Футбол, Днепропетровск, и не только…» Владислава Рыбакова — это относится к периоду до занятия спортом. Историк днепропетровского футбола Дмитрий Москаленко писал, что молодой вратарь занимался в балетной группе параллельно с футболом. Также, по его мнению, танцы помогли развить игроку прыжковые данные. В 1939 году сыграл сезон защищая цвета днепропетровской «Стали». В том же году перешёл в «Стахановец» из Сталино, откуда попал в московский «Спартак». Относительно того, как это произошло, существует несколько версий. Днепропетровский историк и журналист Михаил Вольнов рассказывал, что на следующий день после отъезда в Сталино в редакцию газеты «Большевистская смена» позвонил тренер днепропетровского «Спартака» Виктор Каминский и попросил связаться с футболистом, так как его пригласил в Москву Николай Старостин — один из руководителей спортивного общества «Спартак». Из газеты отправили телеграмму футболисту и он отправился в Москву. Сам Старостин описывал произошедшее в своей книге «Звёзды большого футбола» иначе. По его воспоминаниям, один из украинских тренеров похвалил игру Леонтьева перед столичными коллегами. Об этом узнал игрок, после чего решил лично представить свою кандидатуру. В морозный январский день 1940 года «с фанерным чемоданчиком и в провинциальной кепочке, паренек с ангельским личиком» Леонтьев отрекомендовался тренеру «Спартака» Петру Попову. Тот позвонил Старостину, который сказал вести этого «наследного принца» в спартаковский штаб, располагавшийся в то время в Малом Гавриковом переулке. Там в это время находились Виктор Семёнов, Андрей Старостин, Владимир Степанов и ещё несколько мастеров, которые «с ликованием согласились проверить в гимнастическом зале на улице Воровского способности прыткого провинциала». Его поставили у стены, на которой были нарисованы ворота, а по бокам положены маты. Семёнов, Степанов и Старостин начали бить с трёх позиций с расстояния 15 метров. «Через пять минут „кронпринц“ взмок, но геройски старался парировать каждый удар. Через десять минут ему предложили передышку — он отказался. Прошло четверть часа, и вратарь Филиппов остановил бомбежку. Едва передохнув, парень снова в боевой стойке. Чемпионы хохочут, но в их смехе нотки — уважения». Испытание продолжилось и по его результатом Леонтьева, словно на «новгородском вече», приняли в команду.
За «Спартак» Леонтьев выступал почти десять лет: с 1940 по 1949 годы и сыграл в высшей лиге 109 (по другой информации — 103, 108) матчей. Осенью 1941 года непродолжительное время играл за московские «Крылья Советов», но сумел доказать право играть в основном составе «Спартака». Считается одним из ведущих вратарей советского футбола в 1930—1940-е годы. Москаленко описывал его игровые качества следующим образом: «Крепко сбитый, смелый, ловкий, отличался хорошей реакцией и прыгучестью, умел ловить мяч в эффектных прыжках, сильнее играл на линии ворот». Спортивная карьера оборвалась в 1949 году в связи с тяжёлой травмой, полученной в результате столкновения со своим защитником в московском дерби «Динамо» — «Спартак». Спортивный журналист Лев Филатов описывал произошедшее следующим образом: «Динамовцы сильны, это их сезон. Вратарь „Спартака“, бесстрашный, клокочущий азартом, себя не щадящий Алексей Леонтьев, всё время в полёте, без передышки. Вот он кидается в свалку снова, и …замирают вокруг него футболисты, замирают трибуны. Несчастье, тяжёлое увечье, перелом грудного позвонка. Больше вратаря Леонтьева не видели».
В 1942 году работал заместителем председателя отраслевого совета «Спартак» при белшвейсоюзе. В 1957—1995 годах являлся сотрудником отдела футбола газеты «Советский спорт». По оценке Москаленко, для его работы на этом поприще характерна детальность материалов; они отличались «глубоким пониманием психологии спорта, заинтересованностью в соблюдении принципов честного спортивного соперничества».
Член СТК Федерации футбола СССР (1959—1991). С 1959 по 1991 год находился на посту члена Президиума Федерации футбола РСФСР. Жил на Новой Басманной улице, 17; с 1960-х годов — в Вадковском переулке, 4. 9 января 1998 года умер в Москве в возрасте 79 лет. Его похоронили на Домодедовском кладбище (участок 67).

## Достижения
- Мастер спорта СССР[7].
- Обладатель Кубка СССР (2): 1946, 1947[1].
- В список 33 лучших футболистов сезона в СССР попадал 4 раза: 1942 (№ 2), 1943 (№ 3), 1944 (№ 1), 1946 (№ 3).